# اسماعیل بن شریف
اسماعیل بن شریف، دومین فرمانروای مراکش از دودمان علوی بود. او در کشور خودش به «پادشاه جنگجو» معروف است. وی پس از وفات برادرش رشید بن شریف به علت افتادن از اسب به سلطنت مراکش رسید و پس از او، پسرش احمدالذهبی به حکومت رسید. هفت پسر او، پس از مرگش به سلطنت مراکش رسیدند.

## فرزندان
مردی که ۸۶۷ فرزند داشت!
از جمله اتفاقات جالب که در منابع تاریخی فرانسه ذکر شده، این است که مولای اسماعيل با وجود داشتن صدها زن و هزاران فرزند از دختر پادشاه فرانسه لویی چهاردهم خواستگاری کرد.
در تاریخ افرادی بوده اند که بیش از ده فرزند داشته اند؛ بیست، سی و یا حتی نود فرزند. برای مثال هم اکنون یک مرد هندی به نام «زیونا چانا» ۹۴ فرزند از ۳۹ همسر خود و ۳۳ نوه دارد، ولی در طول تاریخ عجایب بیشتری در زمینه فرزندآوری وجود دارد. (مانند اسماعیل بن شریف )مردی که خیلی زیاد فرزند داشت. نام این مرد در کتاب رکوردهای گینس ثبت شده است. او یک مرد عادی و یا از طبقه فقیر جامعه نبود، او حاکم مراکش بود و ۹۳ سال عمر کرد. 
اسماعيل بن مولای علي الشريف العلوی  (۱۷۲۷_ ۱۶۴۵ ) معروف به اسماعیل بن شریف بر مراکش حکمرانی می کرد. در کتاب رکوردهای گینس نوشته شده که او ۸۶۷ فرزند داشته است، در حالی که در کتاب به جای مانده از یک دیپلمات فرانسوی و معاصر با اسماعیل بن شریف، شمار فرزندان او ۱۱۷۱ نفر ذکر شده است. او ۵۰۴ همسر و ۵۰۰ کنیز داشت. 
همسران و کنیزان او اغلب عرب، ترک، انگلیسی و اسپانیایی بودند. او نام فرزندان و همسران خود را در دفتر مخصوصی یادداشت می کرد و حدود ۱۰۵ خانه در منطقه ای به نام «سجلماسه» برای آنان ساخته بود. مامورانی از سوی او گماشته شده بودند تا هدایا و عطاهایی را برای همسر و فرزندان او ببرند. به آنان از زمین های زراعی و درختان نخل بسیار بخشیده بود.
اسماعیل بن شریف پس از انتقال پایتخت خود از مراکش به  شهر مکناس قصر بزرگی را ساخت تا همه زنان، کنیزان و فرزندانش در آنجا زندگی کنند.  او از کارگران و خدمه آفریقایی و اروپایی برای ساخت قصر بزرگ خود استفاده کرد.  
در آن زمان پدیده دزدان دریایی شیوع بسیاری یافته بود. اروپاییان به کشتی های مغربی ها حمله و مغربی ها نیز کشتی آنها را غارت می کردند. همین موضوع باعث شده بود تا اسماعیل بن شریف ۵۰ هزار اروپایی را به اسارت بگیرد و از آنها برای بنا کردن قصر مکناس استفاده کند.
 
خواستگاری از دختر لویی چهاردهم با وجود هزار فرزند
از جمله اتفاقات جالب و بی نظیر در نوع خود که در منابع تاریخی فرانسه ذکر شده، این است که مولاي اسماعيل با وجود داشتن صدها زن و هزاران فرزند از پرنسس ماریه آنه بوربون Marie _Anne de Bourbon دختر لویی چهاردهم پادشاه فرانسه خواستگاری کرد. اما لویی چهاردهم به دلیل آنچه تفاوت های دینی و اعتقادی می نامید، دختر خود را به ازدواج او درنیاورد. اما حقیقت این بود که تعدد زوجات حاکم مراکش و فرزندان بسیار او دلیل اصلی این ممانعت بود.
حاکم مغرب پرنسس فرانسوی را هرگز ندیده بود بلکه شرح زیبایی او را از زبان سفیر خود به نام ابن عائشه شنيده بود. سفیر او دو بار تقاضای ازدواج را مطرح کرد و هر دو بار پاسخ منفی شنید.  این ماجرا دستمایه تمسخر و استهزای بسياری قرار گرفت و حتی شعرهایی درباره آن سروده شد از آن جمله «جان باتیست روسو» شاعر فرانسوی سرود.